# Bohemian (Schiff, 1859)
Die Bohemian war ein 1859 in Dienst gestelltes Passagierschiff der kanadisch-britischen Reederei Allan Line, das Passagiere, Fracht und Post von England in die  USA und nach Kanada beförderte. Am 22. Februar 1864 prallte die Bohemian bei Cape Elizabeth an der Küste von Maine bei Dunkelheit auf die Felsen an der Küste und sank. 20 Passagiere kamen dabei ums Leben.

## Das Schiff
Das aus Stahl gebaute, 2190 BRT große Passagierschiff lief am 8. Februar 1859 bei der Bauwerft William Denny and Brothers im schottischen Dumbarton am Clyde vom Stapel. Die Bohemian war das Schwesterschiff der 2187 BRT großen Hungarian, die auf der gleichen Werft entstand und etwas früher fertig wurde. Die Hungarian sank im Februar 1860. Alle 205 Besatzungsmitglieder und Passagiere kamen dabei ums Leben. Die Bohemian hatte einen Schornstein, drei Masten mit der Takelage einer Bark und einen einzelnen Propeller und konnte eine Geschwindigkeit von bis zu 13 Knoten erreichen. Der Schiffsrumpf war in sechs wasserdichte Abteilungen unterteilt. 
Lloyd’s Register of Shipping kategorisierte sie als Schiff der Klasse 1A ein. Die Bohemian lief auf der Route von Liverpool (England) nach Portland (USA) im Winter und zwischen Liverpool und  Québec und Montreal (Kanada) im Sommer. Die Jungfernfahrt fand am 11. November 1859 statt.

## Untergang
Am 4. Februar 1864 lief die Bohemian in Liverpool unter dem Kommando von Kapitän Robert Borland zu einer weiteren Überfahrt nach Portland/Maine aus. An Bord befanden sich neben etwa 100 Besatzungsmitgliedern 19 Passagiere Erster („Kajüte“) und 199 Passagiere Zweiter Klasse („Zwischendeck“). Am Abend des 22. Februar gegen 21 Uhr befand sich der Dampfer an der Küste des US-Bundesstaats Maine, als er etwa vier Seemeilen vor Cape Elizabeth auf die Felsen von Alden’s Rock an der Außenseite von Richmond Island auffuhr. 
Das Schiff befand sich etwa vier Meilen ab vom Kurs. Der gegenwärtig herrschende Dunst könnte das Passagierschiff vom Kurs abgebracht haben. Kapitän Borland hatte vor dem Auflaufen nach dem Lotsen suchen und für etwa eine halbe Stunde Signalraketen abfeuern lassen. 
Der Dampfer lief über die Felsen und zurück ins Wasser, bevor die Schiffsführung den Unfall überhaupt erkannte. Die Schiffshülle riss auf, der Maschinenraum lief schnell voll und die Feuer wurden gelöscht. Die Bohemian sank in aufrechter Position bei relativ ruhigem Wetter, aber aufgewühlter See. 
Alle Rettungsboote konnten zu Wasser gelassen werden, doch eines davon kenterte, wobei 20 Insassen ertranken. Kapitän Borland blieb bis zum nächsten Morgen mit einer kleinen Mannschaft an Bord, bis auch die gesamte Post gerettet werden konnte.